# Лю Вэйдун
Лю Вэйдун (кит. трад. 劉衛東, упр. 刘卫东, пиньинь Liú Wèidōng, род. 29 января 1987 в Чанчуне, Гирин, Китай) — китайский футболист, выступавший на позиции полузащитника и нападающего в командах Суперлиги Китая «Чанчунь Ятай» и «Чунцин Лифань».

## Карьера
Лю начал профессиональную карьеру после выпуска из молодёжной команды «Чанчунь Ятай». К основной команде присоединился в 2007 году, а 31 марта этого же года дебютировал в матче против «Ляонин Хувин», в котором его команда одержала домашнюю победу со счётом 3-2. В течение сезона выходил на замену, в основном, в концовках матчей, однако по итогам сезона 2007 года в Суперлиге восемь раз выходил на поле, а «Чанчунь Ятай» стал чемпионом Китая. В следующем сезоне игрок получил больше игрового времени, а 11 октября 2008 года забил дебютный гол в Суперлиге в матче против «Гуанчжоу Эвергранд», в котором его команда одержала победу со счётом 6-0.
5 февраля 2015 года Лю отправился в аренду в другой клуб Суперлиги «Чунцин Лифань» до конца сезона 2015 года.
19 февраля 2016 года Лю подписал к клубом полномасштабный контракт с «Чунцин Лифань» сроком на четыре года.

## Достижения
«Чанчунь Ятай»
- Чемпион Китая: 2007